# Ferenc Várkõi
Ferenc Várkõi   (Csongrád, 27 de gener de 1916 - Pécs, 12 de novembre de 1987) va ser un gimnasta artístic hongarès que va competir durant la dècada de 1940.
El 1948 va prendre part en els Jocs Olímpics de Londres, on disputà vuit proves del programa de gimnàstica. Guanyà la medalla de bronze en la prova del concurs complet per equips, mentre en les proves individuals destaca la desena posició aconseguida en la competició d'salt sobre cavall.